# Бирач
44°08′00″ пн. ш. 19°03′00″ сх. д. / 44.133333333333° пн. ш. 19.05° сх. д.
Бирач (серб. Birač / Бирач) — історичний регіон Боснії і Герцеговини, куди входять території сучасних міст і громад Республіки Сербської Миличі, Власениця, Сребрениця, Братунаць, Зворник і Шековичі.

## Географія
Регіоном Бирач з часів Османської імперії називають область у середньому Подринні, обмежену Власеницею на заході і Сребреницею на сході. Являє собою плато висотою від 600 до 900 м Простягається в напрямку північний захід-південний схід. Найвищі вершини — Сікіра (1071 м), Комич (1032 м), Лісіна (1262 м). Досить багато долин річок, які протікають на південному заході в горах Явор і течуть на північний захід, впадаючи в річку Ядар. Бирач відомий своїм м'яким кліматом і рослинністю. Невелика частина землі відведена під сільське господарство — значно більшу частину займають хвойні і листяні ліси.
Найбільші населені пункти: Горні Залуковик, Врлі Край, Герові, Бачичі, Вишниця, Нуричі, Помол, Бечичі, Горнє Врсинє, Донє Врсинє, Заклопача, Заградже. Основні заняття — лісове господарство та тваринництво.

## Історія
Під час турецького панування ця земля називалася «Бирче». З кінця XVI століття існував кадилик, який називався Кнєжина з Бирчем: до нього входили міста Кнєжина, Нова-Касаба і Власениця. На території кадилика знаходився монастир Ловниця. З тих часів залишилося багато історичних пам'яток, доріг, будівель, фортець і церков.
Під час Другої світової війни в Бирачі йшли активні бої між югославськими партизанами Тіто і четниками, хоча й ті, й інші також відбивали натиск усташів.
В листопаді 1990 року після вільних виборів у Боснії і Герцеговині боснійські серби почали процес створення власної автономної держави, й у вересні 1991 року в складі Боснії і Герцеговини з'явилися Сербські автономні області. 9 листопада було утворено Сербську автономна область Бирач, яку скасували 21 листопада за рішенням Скупщини боснійських сербів, які включили Бирач до складу Сербської автономної області Романія — Бирач
9 січня 1992 року боснійські серби проголосили утворення Сербської республіки Боснії і Герцеговини, до складу якої увійшли всі сербські автономні області, проголошені в Боснії і Герцеговині на початку 1990-х років. 12 серпня 1992 року державне утворення перейменовано на Республіку Сербську. Територія Бирача залишилася в складі Республіки Сербської і після завершення громадянської війни.